# Tiourea
La tiourea (o tiocarbammide) è l'omologo solforato dell'urea, avente formula molecolare S=C(NH2)2. Differisce dall'urea per la presenza di un tiocarbonile >C=S al posto di un carbonile >C=O. È la capostipite delle tiouree ed è un composto versatile in sintesi organica.
A temperatura ambiente si presenta come cristalli rombici incolori o polvere bianca, dal sapore amaro. È ben solubile in acqua (15,2 g/100 g, 23 °C) e la solubilità amenta rapidamente all'aumentare della temperatura (68 g/100 g, 60 °C); è solubile anche in metanolo (13,57 g/100 g), etanolo (3,75 g/100 g, 20 °C), piridina (12,5 g/100 g, 20 °C), dimetilsolfossido (36 g/100 g), mentre è quasi insolubile in etere e insolubile in benzene e tetracloruro di carbonio.
È un composto nocivo, pericoloso per l'ambiente, tossico per la riproduzione.
È considerato possibile cancerogeno per l'uomo ed infatti la sua somministrazione cronica nei ratti ha condotto alla comparsa di tumori epatici. Depressione midollare è stata riportata parimenti.
Possiede proprietà biologiche specifiche dirette verso il tessuto tiroideo: è infatti un inibitore del trasporto di iodio organico dal sangue dentro la tiroide per azione competitiva sul trasportatore posto sulla membrana delle cellule tiroidee (SIT).
Sulla base della sua struttura chimica sono stati sviluppati farmaci che ancora oggi sono usati contro le patologie da iper-tiroidismo, come la malattia di Graves. Due di questi farmaci sono il carbimazolo ed il metimazolo.